# Азербайджано-южнокорейские отношения
Азербайджано-южнокорейские отношения — двусторонние отношения Азербайджана и Южной Кореи.

## Дипломатические отношения
Дипломатические отношения установлены 23 марта 1992 года.
Посольство Южной Кореи в Азербайджане открыто 4 марта 2006 года.
Посольство Азербайджана в Южной Корее открыто 14 марта 2007 года.
В парламенте Азербайджана действует двусторонняя рабочая группа по отношениям с Южной Кореей. Руководитель группы — Малик Гасанов.
В Парламенте Южной Кореи также действует межпарламентская группа по двусторонним отношениям. Руководитель группы — Со Бёнсу.
Между странами подписано 67 договоров.

## Экономические отношения
Действует межправительственная комиссия по двусторонним экономическим отношениям.

### Товарооборот (тыс. долл)
| Год  | Экспорт Азербайджана | Импорт Азербайджана | Сумма товарооборота |
| ---- | -------------------- | ------------------- | ------------------- |
| 2020 | 82,58                | 178 579,69          | 178 662,27          |
| 2021 | 83,81                | 227 573,62          | 227 657,43          |
| 2022 | 295,35               | 268 854,71          | 269 150,06          |
| 2023 | 526,33               | 428 091,14          | 428 617,47          |
| 2024 | 500,45               | 384 788,11          | 385 288,56          |

Экспорт Южной Кореи: полиэтилен, шины для легковых и грузовых автомобилей, стальной прокат, электрическое оборудование, смазочные масла, лекарственные средства. Основной продукцией экспорта за 2023 год стал автотранспорт.
Экспорт Азербайджана: керосин, продукты питания, мебель.

## В области культуры
В 2022 году Южная Корея выделила средства на восстановление системы кяризов в Азербайджане.
При Нахичеванском государственном университете действует Центр Южной Кореи.
6 сентября 2024 года в Бакинской музыкальной академии прошёл Бакинский K-pop фестиваль. В фестивале приняли участие 29 команд.